# Тім Дрейк
Тімоті Джексон (Тім) Дрейк-Вейн (англ. Timothy Jackson "Tim" Drake-Wayne) — вигаданий персонаж коміксів видавництва DC Comics. Персонаж був створений Марвом Вольфманом і Петом Бродеріком. З 1989 по 2009 рік він був відомий, як Робін, напарник Бетмена, третій персонаж, який носив псевдонім. Вперше з'явився «Batman» № 436 у флешбеці — він був присутній на виступі Грейсонів, коли батьки Діка Ґрейсона померли. Після подій «Batman: Battle for the Cowl» Дрейк взяв собі ім'я Червоний Робін.
Після перезапуску всесвіту DC Comics обставини змінилися, Тім Дрейк ніколи не одягав костюм Робіна офіційно, але був напарником Бетмена під іменем Червоний Робін. Це йде врозріз із його власною історією («Teen Titans» № 1), так само як і з історією Скотта Снайдера («Batman» № 1) і Пітера Томасі («Batman & Robin» № 10), кожна з яких посилається на часи, коли Тім Дрейк був Робіном. У першому перевиданні «Teen Titans» версії New 52 були прибрані відсилання до Тіма, як до Робіна.

## Біографія

### Вступ
Тім Дрейк, син Джека і Джанет Дрейків, того ж соціального класу, що і Брюс Вейн. У дитинстві він побував у цирку вперше разом з батьками. Дрейки попросили Летючих Грейсонів сфотографуватися разом, і в результаті між Тімом Дрейком і Діком Грейсоном, як тільки вони зустрілися, одразу ж зав'язалася міцна дружба.
По досягненні дев'яти років, Дрейк зміг визначити особи Бетмена і Робіна, після того, як Робін виконав гімнастичний трюк, який до цього Дік Ґрейсон виконував, коли виступав з Летючими Грейсонами. Помітивши, що Бетмен став безрозсудним і жорстоким після смерті другого Робіна, Джейсона Тодда, вбитого Джокером, Дрейк вирішив втрутитися, і Бетмен, зрештою, зробив його третім Робіном, після смерті його матері та інвалідності батька. Джек Дрейк також з'явився в «Кризі особистості». Коли Джина Лорін послала йому пістолет, він використав його для самозахисту і застрелив Капітана Бумеранга, але той в останній момент кинув бумеранг, який убив Джека Дрейка. Так Тім став сиротою, продовживши довготривалу традицію — обидва попередніх Робіна також були сиротами.

### Robin (1989—2009)

Перший костюм Тіма Дрейка як Робіна, дизайн Ніла Адамса.

До приєднання до Бетмена як нового Робіна Тім Дрейк отримав новий костюм Робіна і був посланий тренуватися у безлічі майстрів. Коли Брюс Вейн пішов у відставку після коміксу Knightfall, Робін став захищати Готем-сіті самостійно. Потім він почне ходити на місії з такими командами, як Юна Справедливість і Юні Титани, команди підлітків-супергероїв. Він також кілька разів з'являвся в інших коміксах DC, таких, як Nightwing і Azrael.
Після смерті батька Тіма Дрейка в Identity Crisis (2004 рік), смерті його подруги Стефані Браун в Batman: War Games (2004—2005) і смерть його найкращого друга Супербоя (Коннора Кента) в Infinite Crisis (2005—2006) він на якийсь час переїхав у Блюдхейвен, щоб позбутися «привидів» Готем-сіті і щоб триматися ближче до своєї мачухи Дані Вінтерс, яка потрапила в клініку Блюдхейвена унаслідок шоку від вбивства Джека Дрейка Капітаном Бумерангом. У цей час у Дрейка з'явився новий костюм, виконаний у кольорах знака Супербоя, як данина пам'яті полеглому другу, і він був офіційно усиновлений Брюсом Вейном.
Після передбачуваної смерті Бетмена в Batman R.I.P. і Final Crisis, біологічний син Брюса Вейна Демієн Вейн взяв на себе обов'язки Робіна, в той час як Тім Дрейк, вірячи в те, що його наставник все ще живий, узяв собі особистість Червоного Робіна і покинув Готем-сіті, щоб вирушити шукати Брюса Вейна в усьому світі.

### Red Robin (2009—2011)

Тім Дрейк у костюмі Червоного Робіна. Обкладинка коміксу Red Robin #6. Малюнок Маркуса То

Комікс Red Robin був запущений наприкінці 2009 року, що зображає Тіма Дрейка в пошуку доказів того, що Брюс Уейн ще живий. У нього на хвості весь час були ассасини Ра'с аль Гула, також зацікавленого в таємниці долі Бетмена. У той же час Тем Фокс, дочку Люціуса Фокса, відправили на пошуки Тіма Дрейка-Уейна, щоб повернути його до Готему. Тім вирушає до Іраку і виявляє остаточний доказ того, що Брюс живий, але загублений у часі. Відразу після цього Тіма Дрейка і супроводжуючих його асасинів Ра'с аль Гула атакує вбивця з Ради Павуків. Дрейк виживає і примудряється доставити себе і вижившу ассасинку Прю в кімнату в готелі, де його знаходить Тем Фокс, і звідки їх викрадає Ліга Асасинів. Хоча спочатку відмовляючись, Тім все ж вступає в союз з Ра'с аль Гулом і той ставить його на чолі Ліги Асасинів. Дрейк використовує дану йому владу, щоб спланувати протистояння з Радою Павуків і руйнування Ліги Асасинів. Після провалу в захопленні асасинів Ради — вдалося схопити лише одного — Тім усвідомлює, що Рада незабаром нападе на базу Ліги Асасинів, де він залишив Тем Фокс. Кинувшись на базу, він примудряється зупинити Рада Павуків, підірвати базу Ліги Тіней (як і багато інші бази в усьому світі, дистанційно перевантаживши їх генератори енергії)
Після цього Дрейк повертається в Готем-сіті, щоб розладнати плани Ра'са використовувати Хашу, завдяки пластичним операціям став схожим на Брюса Уейна, для отримання влади над ресурсами сім'ї Вейн. Ра'с аль Гул планував зруйнувати все, що дорого Бетмену, і призначив ассасинам мети — людей, так або інакше пов'язаних з Бетменом. Усвідомивши, що всі ці цілі були лише відволікаючим маневром, щоб в цей час Хаш міг передати Wayne Enterprises Ра'су, Червоний Робін кличе друзів з Юних Титанів на допомогу, щоб вони захистили людей, яких аль Гул намітив жертвами. Сам він відволікає Ра'са, поки Люціус Фокс передає всю владу над компанією Дрейку. Усвідомивши, що Червоний Робін перевершив його, Ра'с аль Гул віддає йому належне, назвавши його «детектив», і героя викидає у вікно після нетривалого бою. Тім задоволений, що йому вдалося досягти перемоги без будь-яких компромісів, після чого під час падіння його підхоплює Бетмен (Дік Ґрейсон). Після цього Дрейк переїжджає назад в Готем-сіті і відновлює зв'язку з сім'єю і друзями. Після повернення Брюса Уейна, Тім починає сприяти його планам розширити їх місії до всього світу за допомогою Batman, Inc. Тім, зрештою, був призначений главою нової версії Аутсайдерів, тепер є відділом Batman, Inc. для особливих операцій. Червоний Робін також відновлює зв'язку з Юними Титанами і передає лідерство над ними Чудо-дівчинці. Однак, він є лідером команди під час битви проти Супербій-Прайма і нового Смертельного Легіону.
Після пригоди з Блекбет, під час якого він зустрів сестру Ра'с аль Гула, Тім переслідує і намагається вбити Капітана Бумеранга (відродженої під час подій Ясновельможного дня). Хоча Тім в підсумку зумів змусити себе відмовитися від убивства Бумеранга, Бетмен все одно картав його за його дії.

### Перезапуск DC (2011—2016)

Новий вид Червоного Робіна, після подій Flashpoint. Малюнок Бретта Буфало.

У 2011 році DC Comics запустило знову більшість серій коміксів, внаслідок чого Тім Дрейк з'явився в новій серії коміксів Teen Titans № 1 як Червоний Робін, носячи костюм, розроблений Бретом Буфом. Згідно сценаристу Скотту Лобделлу досить багато елементів в історії Дрейка залишаться колишніми. На початку серії Тім перебуває в стані напів-відставки внаслідок падіння разом з Бетменом і використовує свої комп'ютерні навички, щоб боротися зі злочинністю за допомогою інтернету, в манері Оракула. Він також відстежує діяльність кількох молодих супергероїв, таких, як Статик, Міс Тартак, Сонцестояння і Кід Флеш. Атакований агентів таємної організації N.O.W.H.E.R.E., Тім робить новий костюм Червоного Робіна і повертається у світ боротися з злочинністю.
Бувши Червоним Робіном, Тім об'єднується з таємничим і агресивної енергійної злодійкою, відомо, як Диво-дівчинка, і гіперактивним спидстером, закличним себе Кід Флеш, щоб отримати шанс вистояти проти безлічі ворогів. Таким чином новостворені Юні Титани, судячи з усього, не мають жодних зв'язків з раніше існуючою командою.
У випуску Teen Titans № 0 була розказана історія Тіма Дрейка. У версії Нових 52, Тім є талановитим спортсменом і комп'ютерним генієм, який підібрався впритул до таємниці особистості Бетмена, але так і не відкрив її. Коли Тім знаходить Бетмена і отримує відмову в отриманні місця помічника, він вирішує привести Бетмена до себе, для чого зламує рахунок Пінгвіна в банку і надсилає мільйони доларів на благодійність. Громили Пінгвіна приходять за Тімом і його сім'єю, але Бетмен рятує їх. Батьки Тіма потрапляють під захист свідків, але вважають, що Тім заслуговує кращого і просять Брюса Уейна подбати про нього. Брюс усиновляє Тіма, програма захисту свідків дає йому нове ім'я — «Тім Дрейк», після чого він бере собі кодове ім'я Червоний Робін.

### DC Rebirth (2016–зараз)
У Rebirth Тім Дрейк все ще працює під псевдонімом Червоний Робін. Він отримує новий, третій костюм, схожий на його перший костюм Робіна, за винятком двох «R» як логотипа замість одного. Пізніше в Detective Comics #965 з'ясувалося, що історія походження Тіма Дрейка повернулася до історії оригінальної Всесвіту, де він виявляє особистості Бетмена і Робіна після смерті Джейсона Тодда.
Тім насамперед фігурує в «Detective Comics» як частина нової команди Бетмена і Бетвумен в Ґотемі, наряду з Orphan, Спойлер і Глинноликим. Червоний Робін, Orphan, Спойлер та Глинноликий навчаються як група Бетмена і Бетвумен, які готують їх до майбутніх ворогам, відомим як колоністи. Колоністи опинилися військовою групою під командуванням батька Бетвумен, Джейка Кейна. Після того, як команда рятує Бетмена і Тіма, вони зламують їхню базу даних, щоб дізнатися їхні плани, Джейк відправляє дві хвилі кажанів — Дронів, щоб зняти «Лігу тіней», яка вб'є сотні невинних у цьому процесі. Оскільки інші його товариші по команді евакуюють місця, куди були відправлені безпілотники, Тім зламує директиву місії дрона, щоб зробити себе єдиною метою, знаючи, що дрони зупиняться, як тільки мета буде усунена.
У той час як Тіму вдається зняти першу хвилю безпілотних літальних апаратів, він, мабуть, убитий другою хвилею, зруйнувавши сім'ю кажанів і його колишніх товаришів по команді Teen Titans. До місії Тім був прийнятий на отримання Гранту генія від університету Айві і планував навчатися там після перемоги над колоністами. Однак незадовго до того, як Тіма підірвала друга хвиля, він телепортується в невідоме місце, та утримується містером Озом в полоні. Тім поклявся, що його друзі знайдуть його.
Пізніше Бетмен дізнається від Ascalon, роботизована сутность створена за наказом Святого Дюма, що Тім все ще живий, і Бетмен вирішує знайти Тіма.
У в'язниці містера Оза Тім змушений знову пережити спогади про минуле містера Оза. Розуміючи, що Містер Оз використовує Криптонскую технологію, Тім легко зламує і звільняє себе, Містер Оз розкриває свою особистість — Джор-Ел. Коли він намагається знайти вихід, Тім знаходить Бетмена, але виявляє, що він Тім Дрейк з майбутнього «Титанів Завтра». Не в змозі прийняти майбутнє, де він вирішує стати Бетменом, Тім змушений допомогти своєму старшому я в ухиленні та зміст звільненого Судного дня. Тім дізнається зі свого майбутнього «я», що Дік, Джейсон і Деміан, всі намагалися бути Бетменом, але або вийшли на пенсію, або були придушені Тімом (у випадку з Деміаном, складний випадок). Після того, як Судний День заманили в свою камеру, обидва Тіма переміщуються з в'язниці містера Оза і прибувають в Ґотем майбутнього «Титанів Завтра». Перед тим, як потрапити назад, Тім попросив його майбутнього себе вибачитися перед Коннер, але молодший Тім поняття не має, хто Коннер. Тім недієздатний своїм майбутнім «я», оскільки останній вирішує повернутися назад у часі, щоб убити Batwoman, явну причину того, що Тім стає Бетменом. Тім повертається в Готем і возз'єднувався з сім'єю кажанів, попереджає їх про майбутього Тіма.

## Сили і здібності

### Бойові навички
Тім Дрейк був тренований Бетменом та іншими інструкторами в усьому світі, включаючи Леді Шиву. Він володіє знаннями в декількох бойових мистецтвах, таких, як ніндзюцу, карате, дзюдо, айкідо, джиу-джитсу, але його улюбленим засобом самооборони є бодзюцу. Він переміг Леді Шиву в спарингу і оцінюється, як кращий коли-небудь жив боєць на посохах. Тім виявився здатним відображати атаки відразу декількох ассассинів Ради павуків, коли захищав Тем Фокс і також в кінці свого плану по знищенню декількох баз Ліги Ассассинів він отримав похвалу від Ра'с аль Гула, що спостерігав за битвою здалеку. Його бойовий стиль є відображенням все, чому його вчили його майстри, Брюс Уейн, а також його власного інтелекту, здатного знаходити слабкі місця в моменті. Також він є щепленим від декількох токсинів, з якими Бет-сім'я стикалися, включаючи отрута Джокера, токсин Страху і деякі феромони Отруйного Плюща.

## Поза коміксами

### Телесеріали
- Після Діка Ґрейсона Тім Дрейк став другим Робіном, після чого з'явився в більшій частині анімованого всесвіту DC. Цей Тім Дрейк є комбінацією оригінального Тіма Дрейка і Джейсона Тодда. Вперше з'явився в Нових Пригодах Бетмена, озвучений Меттью Валенсією. З'являвся також у мультсеріалах Superman: The Animated Series і Ліга Справедливості. Його подальша доля була розказана в Batman Beyond: Return of the Joker.
- Тім Дрейк з'явився в повнометражному мультфільмі 2003 року Batman: Mystery of the Batwoman, озвучений Елаєм Марієнталем.
- Тім Дрейк є одним з основних персонажів в мультсеріалі Young Justice: Invasion.
- У мультфільмах «Безмежний Бетмен: Тваринні інстинкти» і «Безмежний Бетмен: Навала монстрів» Червоний Робін є одним з головних персонажів.

### Відеоігри
- Тім Дрейк з'являється, як Робін, в Batman: Dark Tomorrow (озвучений Джонатаном Румі) і Batman: Rise of Sin Tzu (озвучений Скоттом Менвилем).
- Тім Дрейк є іграбельним персонажем в картах-випробуваннях гри Batman: Arkham City і з'являється в історії гри, озвучений Троєм Бейкером. Є іграбельним персонажем в сюжетному режимі DLC Harley Quinn's Revenge.
- Тім Дрейк є одним з двох головних героїв у грі LEGO Batman 3: Beyond Gotham, озвучений Чарлі Шлаттером.
- Тім також з'являється в DC Universe Online (озвучений Уілом Уїтоном).
- Іграбельних персонажа в Young Justice: Legacy.
- Іграбельних персонажа в Batman: Arkham Knight.

## Критика та відгуки
- Тім Дрейк зайняв 32 місце у списку 100 кращих героїв коміксів по версії IGN у травні 2011 року.